# لانس ماسون
لانس ماسون (بالإنجليزية: Lance Mason)‏ هو محامي وقاضي وسياسي أمريكي، ولد في 26 أغسطس 1967. حزبياً، نشط في الحزب الديمقراطي. وقد انتخب عضو مجلس نواب أوهايو.